# Željova
Željova je naselje v občini Banovići, Bosna in Hercegovina. 

## Deli naselja
Jovići, Krstići, Mitrovići, Nikići, Stankići in Željova.

## Prebivalstvo
| Pregled števila prebivalcev po letih | Pregled števila prebivalcev po letih | Pregled števila prebivalcev po letih | Pregled števila prebivalcev po letih | Pregled števila prebivalcev po letih | Pregled števila prebivalcev po letih |
| ------------------------------------ | ------------------------------------ | ------------------------------------ | ------------------------------------ | ------------------------------------ | ------------------------------------ |
| 1948                                 | 1953                                 | 1961                                 | 1971                                 | 1981                                 | 1991                                 |
| -                                    | -                                    | -                                    | 310                                  | 333                                  | 340                                  |

| Narodna sestava prebivalstva po letih                                                                                    | Narodna sestava prebivalstva po letih                                                                                        | Narodna sestava prebivalstva po letih                                                                                      |
| --- | --- | --- |
| 1971 | 1981 | 1991 |
| . skupaj: 310 Srbi 310 (100 %) Hrvati 0 (0,00 %) Muslimani 0 (0,00 %) Jugoslovani 0 (0,00 %) drugi in neznano 0 (0,00 %) | . skupaj: 333 Srbi 301 (90,39 %) Hrvati 0 (0,00 %) Muslimani 0 (0,00 %) Jugoslovani 16 (4,80 %) drugi in neznano 16 (4,80 %) | . skupaj: 340 Srbi 336 (98,82 %) Hrvati 0 (0,00 %) Muslimani 0 (0,00 %) Jugoslovani 2 (0,58 %) drugi in neznano 2 (0,58 %) |